# شورش کاتو

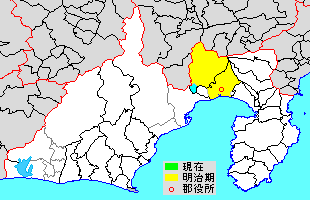
نقشه منطقه فوجی، شیزوئوکا

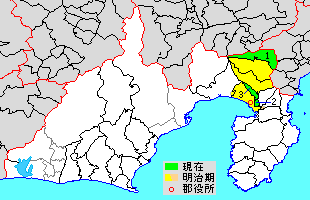
ناحیه سونتو، شیزوئوکا

شورش کاتو (به ژاپنی: 河東の乱 かとうのらん)، نبردی مابین تنبون سال ششم تنبون (۱۵۳۷) تا سال چهاردهم تنبون (۱۵۴۵)، بین خاندان ایماگاوا از ولایت سوروگا و خاندان هوجوی اخیر از ولایت ساگامی (در مرکز و شرق استان شیزوئوکا) بود که در دوره سنگوکو رخ داد. کاتو ایچیران نیز نامیده می‌شود. 「河東」منطقه «کاتو» به منطقه ای در شرق رود فوجی گفته می‌شود که مورد اختلاف بوده است.
قدمت این منطقه به دوره سنگوکو برمی‌گردد، زمانی که خاندان‌های تاکدا، خاندان ایماگاوا و خاندان هوجوی اخیر این منطقه را از رودخانه فوجی تا رود کیسه منطقه 「河東」 «کاتو» می‌خواندند.
با این حال، به‌طور رسمی هیچ شهرستانی به نام شهرستان کاواتو وجود نداشت (به‌طور رسمی بخشی از شهرستان سونتو و شهرستان فوجی بود)، و سه خاندان که در این منطقه درگیر بودند از روی ناچاری از این نام استفاده کردند.